# Вискрива
Ви́скрива — село в Україні, у Попаснянській міській громаді Сіверськодонецького району Луганської області. Населення становить 12 осіб.

## Населення
За даними перепису 2001 року населення села становило 12 осіб, з них усі 100% зазначили рідною українську мову.
Станом на травень 2015 року у Вискривій проживали три місцеві сім'ї та близько трьох десятків вимушених переселенців.